# ヘンリー・リピーティング・アームズ
ヘンリー・リピーティング・アームズ(英:Henry Repeating Arms) は1996年に設立されたウィスコンシン州ライスレイク市の銃器メーカー。南北戦争中に用いられたヘンリー銃を製造していたNew Haven Arms Companyとは直接の関連はないが、社名は最初のレバーアクションライフルの特許を取得した発明家ベンジャミン・タイラー・ヘンリーに由来しており、ヘンリー銃のコピー品も製造している。

## 歴史
ヘンリー・リピーティング・アームズは1996年ニューヨークブルックリンで、ルイス・インペラートと息子のアンソニー・インペラートによって設立された。最初に製造したのは22口径のレバーアクションライフルであるHenry H001 Lever-Action .22で1997年3月に最初の出荷を行った。1996年に最初のレバーアクションライフルの特許を取得した発明家ベンジャミン・タイラー・ヘンリーに因んでヘンリー（Henry）の商標を取得した。

## 製品

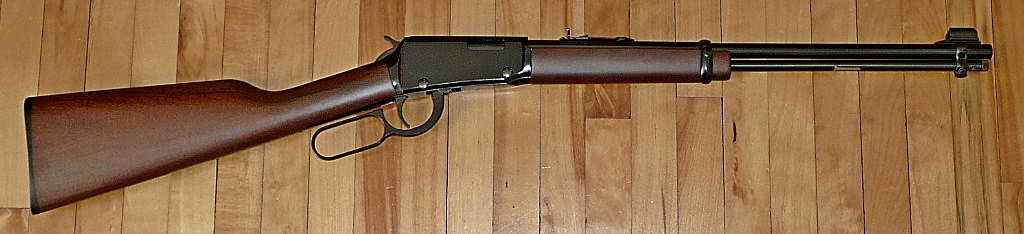
H001 クラシックレバーアクション .22lr

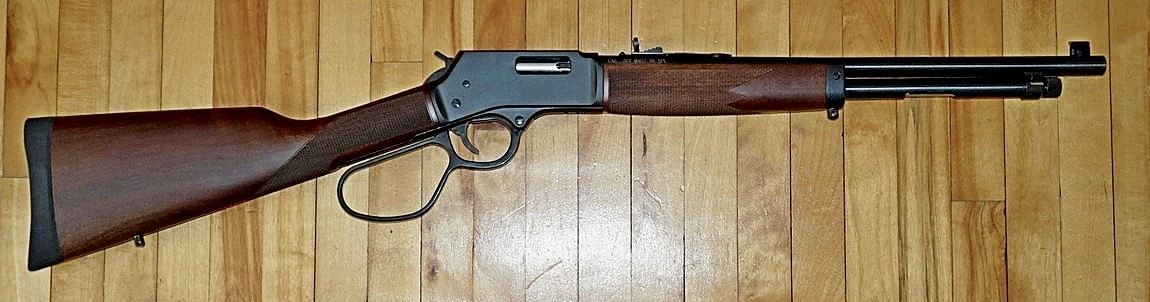
ビッグボーイ スチール カービン .357マグナム

主に狩猟用のリムファイア式とセンターファイア式のレバーアクションライフルを製造しているが、単発式ライフルと散弾銃、ポンプアクション式ライフル、セミオート式ライフル、リボルバーの製造も行っている。大半がウッドストックであり西部開拓時代のウィンチェスターライフルを彷彿とさせる外観のものも多い。
ライフル
- Classic Rimfire Lever Action Rifle

- Big Boy Rifle

- Golden Boy Rifle

- Large Frame Lever Action Rifle

- U.S. Survival Rifle

- Homesteader 9mm

- Long Ranger Rifle

- New Original Henry Rifle

- Pump Action Octagon

- Single Shot Rifle

- Single Shot Shotgun

- Lever Action Shotgun

ハンドガン
- Big Boy Revolver